# Doudeauville-en-Vexin
Doudeauville-en-Vexin is een gemeente in het Franse departement Eure (regio Normandië) en telt 274 inwoners (2005). De plaats maakt deel uit van het arrondissement Les Andelys.

## Geografie
De oppervlakte van Doudeauville-en-Vexin bedraagt 5,8 km², de bevolkingsdichtheid is 47,2 inwoners per km².
De onderstaande kaart toont de ligging van Doudeauville-en-Vexin met de belangrijkste infrastructuur en aangrenzende gemeenten.

## Demografie
Onderstaande figuur toont het verloop van het inwonertal (bron: INSEE-tellingen).

1. ↑  Populations de référence 2022.